# Giada Borgato
Giada Borgato (Pàdua, Vèneto, 15 de juny de 1989) va ser una ciclista italiana professional del 2008 al 2014. Del seu palmarès destaca el Campionat nacional en ruta de 2012. Va combinar la carretera amb el ciclisme en pista.

## Palmarès
- 2012
  -  Campiona d'Itàlia en ruta